# Sri Lanka Colombo All Share
Le Sri Lanka Colombo All Share est l'un des principaux indices boursiers de la bourse de Colombo (en) au Sri Lanka. Il évalue le cours des actions de toutes les sociétés cotées. Il est basé sur la capitalisation boursière.
La pondération des actions est effectuée proportionnellement au capital ordinaire émis par les sociétés cotées, évalué au prix du marché actuel (de la capitalisation boursière). L'année de référence est 1985 et la valeur de base de l'indice est de 100. C'est la plus longue et la plus large mesure du marché de la bourse du Sri Lanka.